# IC 5140
IC 5140 — галактика типу SBcd () у сузір'ї Індіанець.
Цей об'єкт міститься в оригінальній редакції індексного каталогу.